# 鎖塚

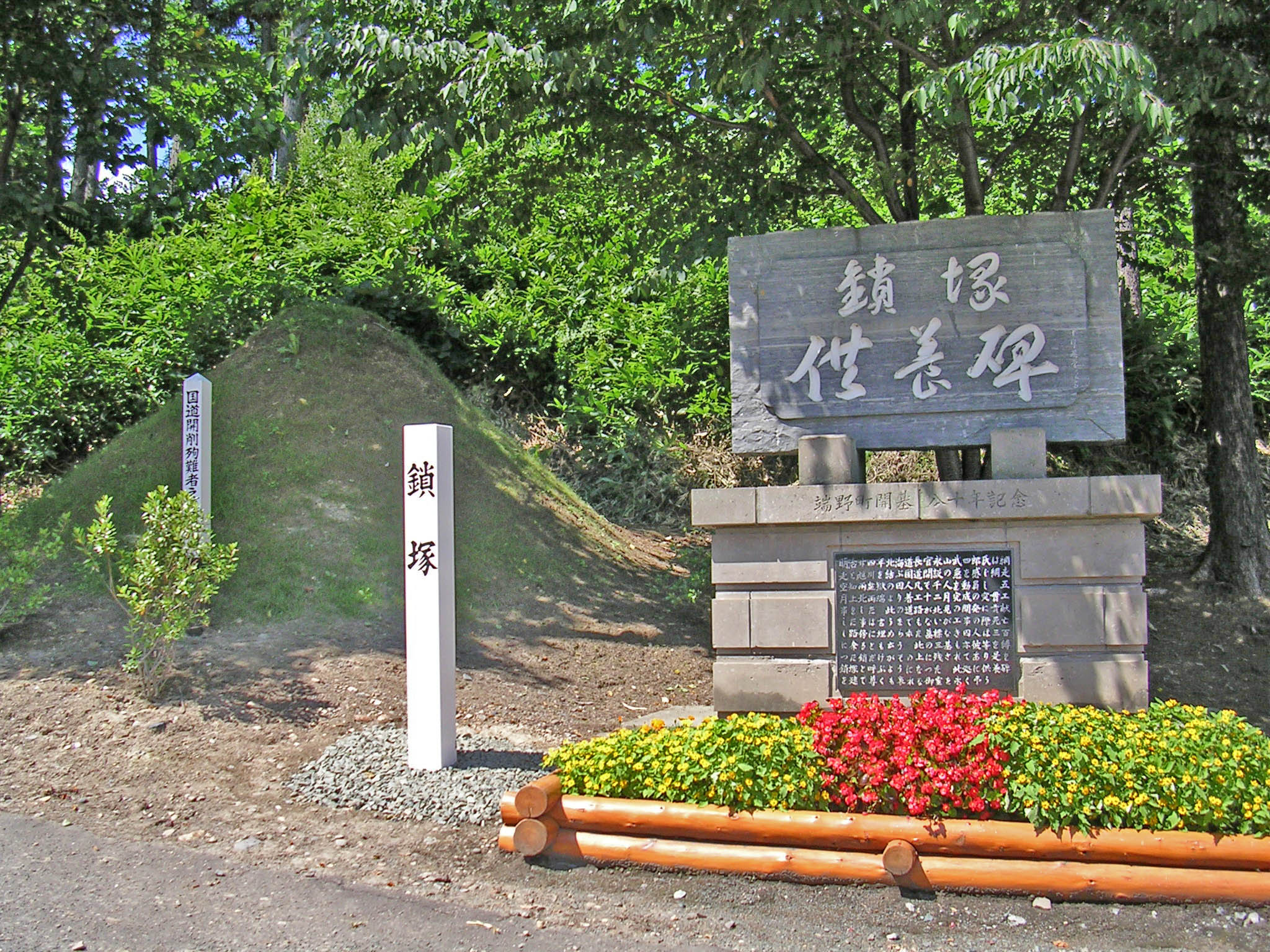
鎖塚（2007年8月）

鎖塚（くさりづか）は、北海道で行われた苛酷な囚人労働を物語る史跡である。

## 囚人道路
明治時代の北海道では南下政策をとるロシアとの対抗上、軍用・開拓用の道路が急ピッチで建設された。札幌から大雪を越え、オホーツク海沿岸の網走市に達する中央横断道路（北見道路。端野までは、後に開通した鉄道の石北本線にほぼ沿っている）もその一つである。この道路は釧路集治監網走分監（現：網走刑務所）と空知集治監の囚人1115人を使役して建設され囚人道路と呼ばれた。北見峠 - 網走間が1891年（明治24年）4月に着工。明治政府は「（雪で工事ができなくなる前の）年内に160キロメートルを完成させよ」と典獄に厳命し、同年12月には完成した。深夜に及ぶ過酷な労働に加え、満足な寝所もない劣悪な環境、白米中心の食事による脚気などで、囚人211人、看守6人が死亡した。逃亡しようとした者は「タガネ」を用いて罰した（耳に穴を開け、足と耳とを鎖で結ぶ）。逃亡を防ぐため囚人は両脚に鎖で重さ4kgの鉄丸（てつまる）を結わえ付けられ、更に囚人同士も二人一組で繋がれた。場合によっては死ぬ時も鎖を付けたままであった。
鎖塚は、当時の囚人たちが、死亡した囚人仲間を弔うために、鎖をつけられたまま死んだ囚人工夫の上に土をかぶせてできた土饅頭（どまんじゅう）の塚のことである。これらの土饅頭の塚には、墓標の目印として置かれた鎖や、鎖のついた人骨が入植者らによって見つけられたことから鎖塚の名で呼ばれるようになった。かつては道路脇に多くの土饅頭が見られたが、屯田兵の開拓と共に減少した。それでもなお北見市端野町緋牛内では、国道39号から道道104号線に入ってすぐの旧道脇に三基の鎖塚が残されている。
なお、囚人道路の経路は、上川 - 北見峠 - 遠軽 - 佐呂間町栄 - 丸山峠 - 留辺蘂 - 北見 - 緋牛内 - 卯原内 - 網走である。国道および道道として改良・現存しており、国道333号 - 道道103号 - 国道39号 - 道道104号の道筋にあたる。

## 慰霊碑
開道100周年に当たる1968年（昭和43年）、当時の端野町長であった中澤廣は同地に鎖塚の由来を記した立札を設置、5年後に鎖塚を開拓の礎として地蔵尊をまつり、囚人達の供養に努めた。1976年（昭和51年）10月17日、端野町開基80周年のおりに、町民によって創設された鎖塚慰霊事業協賛会が囚人を開拓の功労者として鎖塚供養碑と六地蔵が建立され、鎖塚保存会も結成された。1990年（平成2年）には、鎖塚の碑が端野町の文化財にも指定された。
この他にも沿道には、北見峠にかけて東から順に「中央道路開削犠牲者慰霊碑」「留辺蘂墓地中央道路犠牲者之墓」「山神碑」「国道開削殉難慰霊之碑」「中央道路開削殉難者慰霊の碑」があり、地元住民が供養の花を手向けたり、観光客が往時を偲んだりしている。

## 北海道の夜明け
囚人労働は北海道各所で行われ、命を落とした中には思想犯とされた自由民権派の思想家もいた。また、後のタコ部屋労働の母体ともなった。1970年（昭和45年）前後する頃から、北海道各地の住民を主体として、明治以降の北海道開拓における囚人やタコ労働、朝鮮人・中国人強制労働、先住民などの底辺民衆の歴史を掘り起こし、開拓功労者として再評価し、顕彰する運動が各地で盛んとなり、鎖塚はその民衆運動の象徴的な史跡として有名になった。
鎖塚は全国の高等学校の国語教科書の教材にも採用され、1981年（昭和56年）に横浜で行われた自由民権百年全国集会でも紹介された。鎖塚、常紋トンネルやイトムカ鉱山でのタコ労働を題材に、小池喜孝は第29回青少年読書感想文全国コンクールの課題図書ともなった児童生徒向けの本である、『北海道の夜明け-常紋トンネルを掘る』（1982年、国土社）を著わした。